# Mecas linsleyi
Mecas linsleyi là một loài bọ cánh cứng trong họ Cerambycidae.